# Sageuk

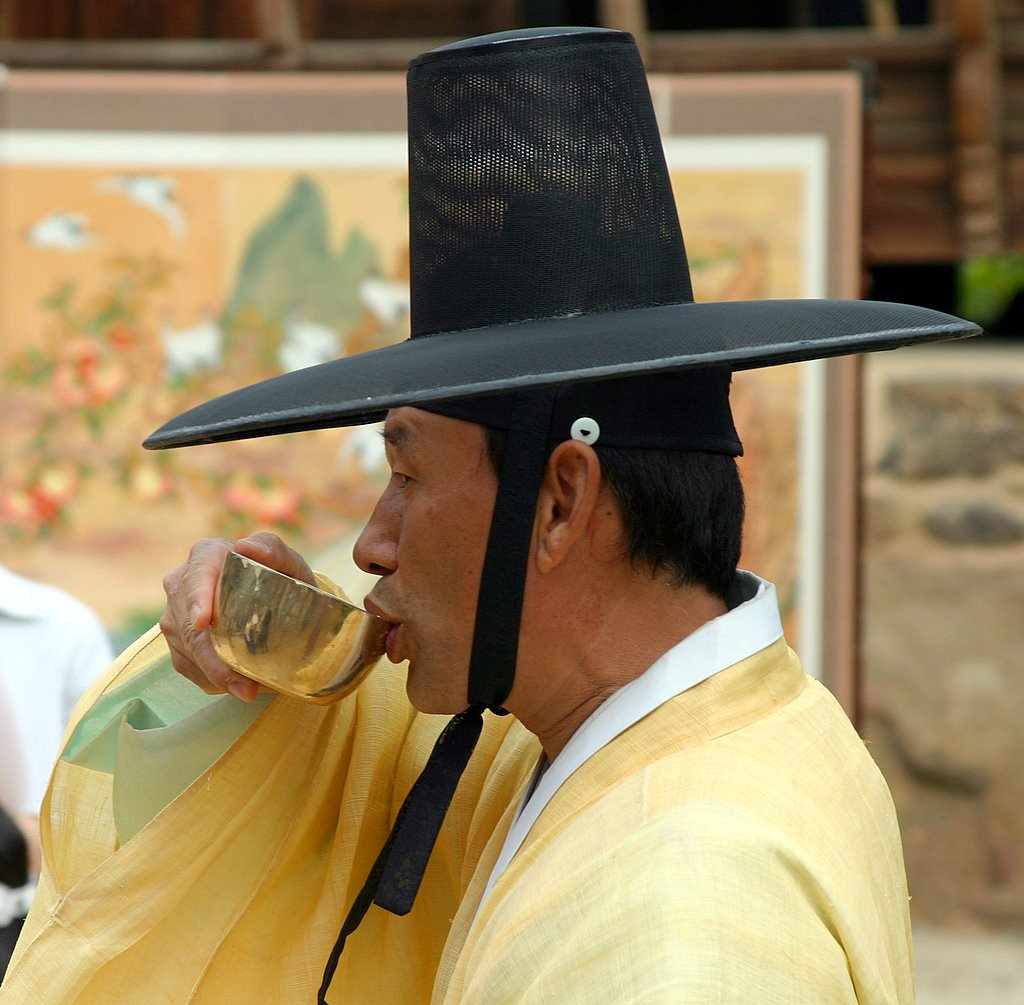
Chapeau à l'ancienne,
un des piliers des sageuks.

Sageuk est une locution coréenne (사극) dont la traduction mot à mot est « drame historique ». Dans son usage international, ce terme se réfère aux séries télévisées et aux films coréens dont l'action se situent durant la période Joseon ou avant. Parfois le réalisateur affirme suivre des sources historiques précises (Tentatives d'assassinat contre Jeongjo (en), Dong Yi, Jingbirok), parfois il introduit explicitement d'importantes distorsions (Painter of the Wind (en), Time slips Dr. Jin (en)). Parfois aussi le thème sageuk est traité avec une certaine ironie (Seonggyun-gwan scandal (성균관 스캔들), Les Soldats de l'Apocalypse - Heaven's Soldiers ( 천군)).

## Climat

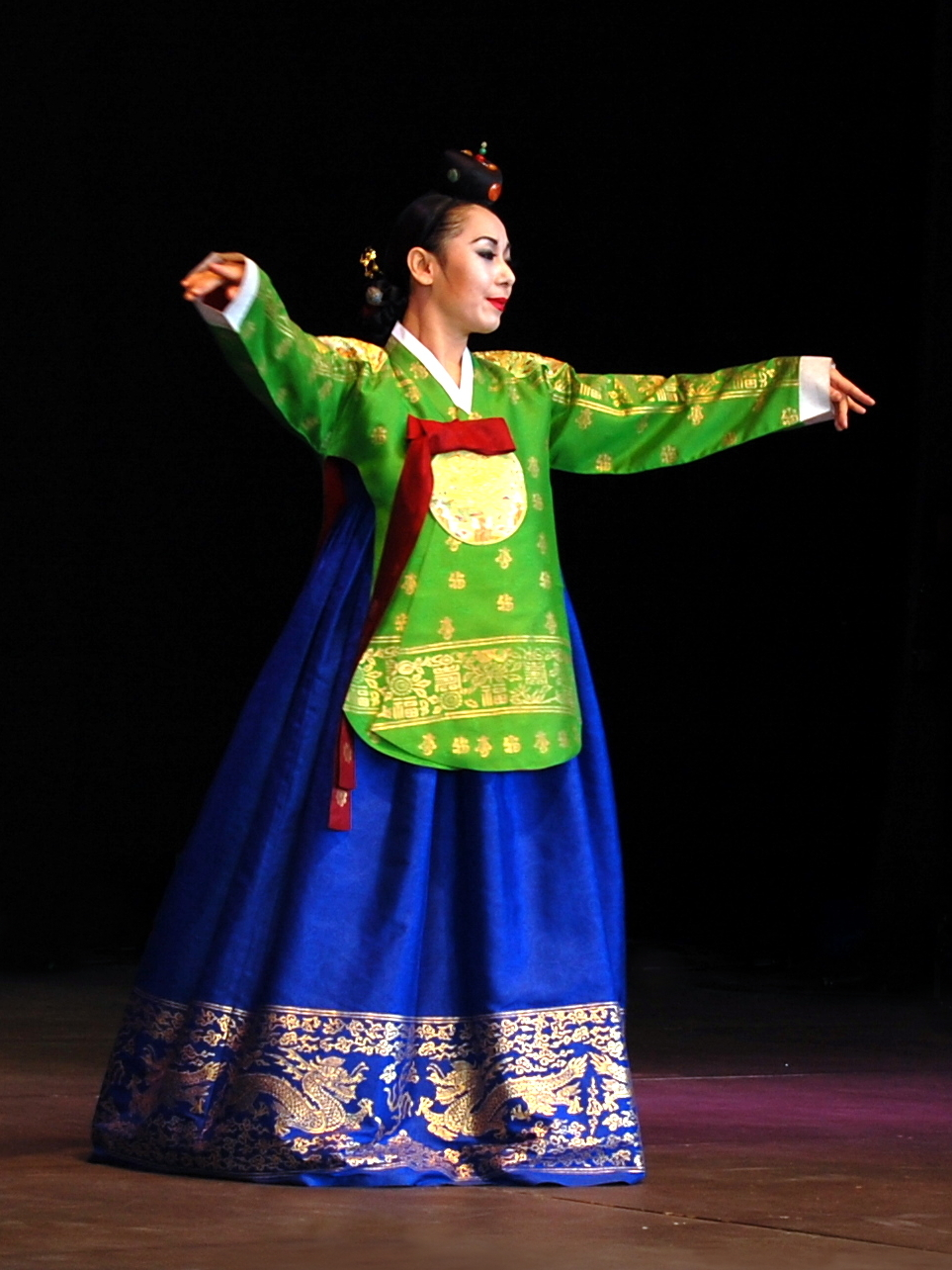
Dangui/seuran chima.

Un « climat sageuk » est créé par un emploi systématique de locutions vieillies et de proverbes anciens. Les proverbes sont sous-titrés en hanja, et le tout est abondamment traduit en Coréen moderne. De même, pour les séries où apparaissent un très grand nombre de personnages, il est fréquent que des sous-titres incrustés (hangeul) précisent le nom et la qualité de celui qui parle. L'utilisation du format *.srt pour les sous-titres en français (ou autres langues étrangères) pousse parfois les traducteurs à ne pas rendre les sous-titres de la VO Coréenne. Le format *.ssa, plus récent, permet d'incruster les sous-titres en deux endroits différents (texte des acteurs et commentaires).  
Et, bien entendu, pas de sageuk sans chapeaux, ni hanboks. 

## Industrie
Les lieux de tournages, que ce soit des emplacements dédiés ou des sites préexistants, sont des lieux d'attraction touristiques. C'est ainsi que KTO, l'Organisation du Tourisme coréen (dépendant du ministère de la Culture et du Tourisme) répertorie un ensemble de possibilités dans une page dédiée, donnant des descriptions détaillées des séries : The Moon That Embraces the Sun, Queen Seondeok of Silla, Painter of the Wind (en), Taewangsasingi (Legend), Jumong, Hwang Jiny, Seodongyo, Heojun, Daejanggeum, Damo et de leur tournage ; ainsi, Dae Jang Geum a été tourné au Daejanggeum Theme Park.
La location des lieux de tournages permet de financer des réalisations culturelles majeures comme le Korean Folk Village (Hanguk Minsokchon, 한국 민속촌) situé non loin de la Forteresse de Hwaseong, environ 30 km au sud de Séoul.

## Sous-entendus
Les fictions historiques permettent bien des allusions. Par exemple, il arrive que des lieux situés actuellement en Corée du Nord soient actualisés sous leur désignation politiquement correcte, utilisant les noms Sud-coréens des provinces du Nord. Autre exemple, Time slips Dr. Jin (en) montre en détail le vol des archives Uigwe par les troupes françaises et la série est diffusée au moment où est discuté le rapatriement des « Hwaseong Seongyeokuigwe » (Archives Royales de la Construction de la Forteresse Hwaseong).

## Lieu de tournage
Lors des tournages des sageuks, différents lieux de tournage sont utilisés dans toute la Corée du Sud, certains plus connus que d'autres sont utilisés dans beaucoup de dramas.
- Changdeokgung à Séoul
- Daejanggeum Theme Park à Yangju
- Village folklorique coréen à Yongin

## Liste des sageuks
Étant donné que chaque année voit arriver une floraison de sageuk, une recension exhaustive n'est pas envisageable dans le cadre de cette page. Les trois tableaux qui suivent servent à tracer un panorama du genre.
|                                                   | Date de l'histoire approximative                           | Date de l'histoire approximative                           | Date de l'histoire approximative                           | Nom                                                     | Nom en Hangeul                                    | Nom en Hanja                                      | Année de diffusion                                | Chaîne de diffusion                               | Durant le règne / mandat de : (si présent)                           |
| Période Gojoseon (2333 av. J.-C. - 108 av. J.-C.) | Période Gojoseon (2333 av. J.-C. - 108 av. J.-C.)          | Période Gojoseon (2333 av. J.-C. - 108 av. J.-C.)          | Période Gojoseon (2333 av. J.-C. - 108 av. J.-C.)          | Période Gojoseon (2333 av. J.-C. - 108 av. J.-C.)       | Période Gojoseon (2333 av. J.-C. - 108 av. J.-C.) | Période Gojoseon (2333 av. J.-C. - 108 av. J.-C.) | Période Gojoseon (2333 av. J.-C. - 108 av. J.-C.) | Période Gojoseon (2333 av. J.-C. - 108 av. J.-C.) | Période Gojoseon (2333 av. J.-C. - 108 av. J.-C.)                    |
| Samhan (108 av. J.-C. - IIIe siècle)              | Samhan (108 av. J.-C. - IIIe siècle)                       | Samhan (108 av. J.-C. - IIIe siècle)                       | Samhan (108 av. J.-C. - IIIe siècle)                       | Samhan (108 av. J.-C. - IIIe siècle)                    | Samhan (108 av. J.-C. - IIIe siècle)              | Samhan (108 av. J.-C. - IIIe siècle)              | Samhan (108 av. J.-C. - IIIe siècle)              | Samhan (108 av. J.-C. - IIIe siècle)              | Samhan (108 av. J.-C. - IIIe siècle)                                 |
| Trois Royaumes de Corée (57 av. J.-C. - 668)      | Trois Royaumes de Corée (57 av. J.-C. - 668)               | Trois Royaumes de Corée (57 av. J.-C. - 668)               | Trois Royaumes de Corée (57 av. J.-C. - 668)               | Trois Royaumes de Corée (57 av. J.-C. - 668)            | Trois Royaumes de Corée (57 av. J.-C. - 668)      | Trois Royaumes de Corée (57 av. J.-C. - 668)      | Trois Royaumes de Corée (57 av. J.-C. - 668)      | Trois Royaumes de Corée (57 av. J.-C. - 668)      | Trois Royaumes de Corée (57 av. J.-C. - 668)                         |
| ------------------------------------------------- | ---------------------------------------------------------- | ---------------------------------------------------------- | ---------------------------------------------------------- | ------------------------------------------------------- | ------------------------------------------------- | ------------------------------------------------- | ------------------------------------------------- | ------------------------------------------------- | -------------------------------------------------------------------- |
| Série                                             | Koguryo                                                    | 58 av. J.-C. - 19 av. J.-C.                                | 58 av. J.-C. - 19 av. J.-C.                                | Jumong                                                  | 삼한지-주몽 편                                    | 三韓志-朱蒙篇                                     | 2006 - 2007                                       | MBC                                               | Jumong                                                               |
| Série                                             | Koguryo                                                    | 4 av. J.-C. - 20                                           | 4 av. J.-C. - 20                                           | The Kingdom of the Winds                                | 바람의 나라                                       |                                                   | 2008 - 2009                                       | KBS 2TV                                           | Yuri de Goguryeo / Daemusin de Goguryeon                             |
| Série                                             | Koguryo                                                    | 18 - 32                                                    | 18 - 32                                                    | Ja Myung Go                                             | 자명고                                            | 自鳴鼓                                            | 2009                                              | SBS                                               | Daemusin de Goguryeon                                                |
| Série                                             | Silla                                                      | 552 -                                                      | 552 -                                                      | Hwarang                                                 | 화랑                                              | 花郞                                              | 2016 - 2017                                       | KBS 2TV                                           | Jinheung                                                             |
| Série                                             | Koguryo                                                    | Voyage temporelle                                          | 580 (2017)                                                 | My Only Love Song                                       | 마이 온리 러브송                                  |                                                   | 2017                                              | Netflix                                           | Pyeongwon de Koguryo                                                 |
| Série                                             | Koguryo                                                    | 580 - 590                                                  | 580 - 590                                                  | River When the Moon Rises                               | 달이 뜨는 강                                      |                                                   | 2021                                              | KBS 2TV                                           | Pyeongwon de Koguryo                                                 |
| Série                                             | Silla                                                      | 606 - 647                                                  | 606 - 647                                                  | Queen Seondeok                                          | 선덕여왕                                          | 善德女王                                          | 2009                                              | MBC                                               | Seondeok / Jinpyeong de Silla                                        |
| Série                                             | Silla                                                      | —                                                          | —                                                          | The King's Dream                                        | 대왕의 꿈                                         | 大王의 꿈                                         | 2012 - 2013                                       | KBS 1TV                                           | Seondeok / Jindeok / Muyeol de Silla                                 |
| Série                                             | Koguryo                                                    | —                                                          | —                                                          | The Blade and Petal                                     | 칼과 꽃                                           |                                                   | 2013                                              | KBS 2TV                                           | Yeongnyu de Koguryo                                                  |
| Série                                             | Baekje                                                     | 600 - 660                                                  | 600 - 660                                                  | Gyebaek                                                 | 계백                                              | 階伯                                              | 2011                                              | MBC                                               | Mu de Baekje / Uija de Baekje                                        |
| Film                                              | 668                                                        | 668                                                        | 668                                                        | Once Upon a Time in a Battlefield                       | 황산벌                                            | 黃山伐                                            | 2003                                              | —                                                 |                                                                      |
| Film                                              | 668                                                        | 668                                                        | 668                                                        | Battlefield Heroes                                      | 평양성                                            | 平壤城                                            | 2011                                              | —                                                 |                                                                      |
| Confédération de Gaya (42 - 567)                  |                                                            |                                                            |                                                            |                                                         |                                                   |                                                   |                                                   |                                                   |                                                                      |
| Série                                             | —                                                          | —                                                          | —                                                          | Kim Su-ro, The Iron King                                | 김수로                                            |                                                   | 2010                                              | MBC                                               |                                                                      |
| Période de Silla unifié ( 668 - 935)              |                                                            |                                                            |                                                            |                                                         |                                                   |                                                   |                                                   |                                                   |                                                                      |
| Série                                             | 800 - 840                                                  | 800 - 840                                                  | 800 - 840                                                  | Emperor of the Sea                                      | 해신                                              | 海神                                              | 2004 - 2005                                       | KBS 2TV                                           | —                                                                    |
| Balhae (698- 926/924)                             |                                                            |                                                            |                                                            |                                                         |                                                   |                                                   |                                                   |                                                   |                                                                      |
| Film                                              | 926                                                        | 926                                                        | 926                                                        | Shadowless Sword                                        | 무영검                                            | 無影劍                                            | 2005                                              | —                                                 | —                                                                    |
| Trois Royaumes tardifs (892/918 - 936)            |                                                            |                                                            |                                                            |                                                         |                                                   |                                                   |                                                   |                                                   |                                                                      |
| Goryeo (918 - 1392)                               |                                                            |                                                            |                                                            |                                                         |                                                   |                                                   |                                                   |                                                   |                                                                      |
| Série                                             | Voyage temporelle                                          | — (2016)                                                   | — (2016)                                                   | Moon Lovers: Scarlet Heart Ryeo                         | 달의 연인 - 보보경심 려                           | 달의 戀人－步步驚心 麗                            | 2016                                              | SBS                                               | Taejo de Goryeo / Hyejong / Jeongjong (Goryeo) / Gwangjong de Goryeo |
| Série                                             | Basée sur la vie de la reine Heonae                        | Basée sur la vie de la reine Heonae                        | Basée sur la vie de la reine Heonae                        | The Iron Empress                                        | 천추태후                                          | 千秋太后                                          | 2009                                              | KBS 2TV                                           | Reine Heonae / Gyeongjong / Seongjong                                |
| Série                                             | Durant les Invasions mongoles de la Corée                  | Durant les Invasions mongoles de la Corée                  | Durant les Invasions mongoles de la Corée                  | God of War                                              | 무신                                              |                                                   | 2012                                              | MBC                                               | Gojong (Goryeo)                                                      |
| Série                                             | ≃ 1295 - 1300                                              | ≃ 1295 - 1300                                              | ≃ 1295 - 1300                                              | The King in Love                                        | 왕은 사랑한다                                     |                                                   | 2017                                              | MBC                                               | Chungnyeol / Chungseon                                               |
| Série                                             | Dynastie Yuan                                              | ≃ 1330 - 1370                                              | ≃ 1330 - 1370                                              | Empress Ki                                              | 기황후                                            | 奇皇后                                            | 2013 - 2014                                       | MBC                                               | Impératrice Qi / Togoontomor                                         |
| Série                                             | 1340 - 1371                                                | 1340 - 1371                                                | 1340 - 1371                                                | Shin Don                                                | 신돈                                              |                                                   | 2005 - 2006                                       | MBC                                               | Kongmin                                                              |
| Série                                             | Voyage temporelle                                          | 1352 - (2012)                                              | 1352 - (2012)                                              | Faith                                                   | 신의                                              | 信義                                              | 2012                                              | SBS                                               | Kongmin                                                              |
| Série                                             | —                                                          | —                                                          | —                                                          | 500 Years of Joseon Dynasty: The King of Chudong Palace | 추동궁 마마                                       |                                                   | 1983                                              |                                                   |                                                                      |
| Film                                              | Dynastie Ming                                              | 1375                                                       | 1375                                                       | Musa                                                    | 무사                                              | 武士                                              | 2001                                              | —                                                 |                                                                      |
| Transition Goryeo - Joseon                        |                                                            |                                                            |                                                            |                                                         |                                                   |                                                   |                                                   |                                                   |                                                                      |
| Série                                             | 1374 -                                                     | 1374 -                                                     | 1374 -                                                     | The Great Seer                                          | 대풍수                                            | 大風水                                            | 2012 - 2013                                       | SBS                                               | Kongmin / U                                                          |
| Série                                             | 1374 - 1398                                                | 1374 - 1398                                                | 1374 - 1398                                                | Jeong Do-jeon                                           | 정도전                                            |                                                   | 2014                                              | KBS 1TV                                           | Kongmin / U / Chang / Gongyang / Taejo                               |
| Période Joseon (1392 - 1897)                      |                                                            |                                                            |                                                            |                                                         |                                                   |                                                   |                                                   |                                                   |                                                                      |
| Série                                             | 1392 - 1400                                                | 1392 - 1400                                                | 1392 - 1400                                                | My Country the New Age                                  | 나의 나라                                         |                                                   | 2019                                              | JTBC                                              | Taejo / Jeongjong / Taejong                                          |
| Film                                              | —                                                          | —                                                          | —                                                          | Empire of Lust                                          | 순수의 시대                                       |                                                   | 2015                                              | —                                                 | Taejo                                                                |
| Série                                             | —                                                          | —                                                          | —                                                          | Joseon Exorcist                                         | 조선구마사                                        | 朝鮮驅魔師                                        | 2021                                              | SBS                                               | Taejong                                                              |
| Série                                             | —                                                          | —                                                          | —                                                          | Tree With Deep Roots / Deep Rooted Tree                 | 뿌리 깊은 나무                                    |                                                   | 2011                                              | SBS                                               | Taejong / Sejong le Grand                                            |
| Film                                              | 1418                                                       | 1418                                                       | 1418                                                       | I Am the King                                           | 나는 왕이로소이다                                 | 나는 王이로소이다                                 | 2012                                              | —                                                 | Taejong / Sejong le Grand                                            |
| Série                                             | Voyage temporelle                                          | 1422 (2015)                                                | 1422 (2015)                                                | Splash Splash Love                                      | 퐁당퐁당 LOVE                                     |                                                   | 2015                                              | MBC                                               | Sejong le Grand                                                      |
| Série                                             | —                                                          | —                                                          | —                                                          | Jang Yeong-sil                                          | 장영실                                            |                                                   | 2016                                              | KBS 1TV                                           | Sejong le Grand                                                      |
| Série                                             | —                                                          | —                                                          | —                                                          | The Great King, Sejong                                  | 대왕 세종                                         | 大王世宗                                          | 2008                                              | KBS 2TV                                           | Sejong le Grand                                                      |
| Film                                              | 1440 - 1446                                                | 1440 - 1446                                                | 1440 - 1446                                                | The King's Letters                                      | 나랏말싸미                                        |                                                   | 2019                                              | —                                                 | Sejong le Grand                                                      |
| Film                                              | 1442                                                       | 1442                                                       | 1442                                                       | Forbidden Dream                                         | 천문: 하늘에 묻는다                               | 天問: 하늘에 묻는다                               | 2019                                              | —                                                 | Sejong le Grand                                                      |
| Film                                              | —                                                          | —                                                          | —                                                          | The Divine Weapon                                       | 신기전                                            | 神機箭                                            | 2008                                              | —                                                 | Sejong le Grand                                                      |
| Série                                             | —                                                          | —                                                          | —                                                          | Queen Insoo                                             | 인수대비                                          | 仁粹大妃                                          | 2011 - 2012                                       | JTBC                                              | Munjong / Danjong / Sejo / Yejong / Seongjong /                      |
| Série                                             | 1450 - 1455                                                | 1450 - 1455                                                | 1450 - 1455                                                | Grand Prince                                            | 대군 - 사랑을 그리다                              |                                                   | 2018                                              | TV Chosun                                         | Inspiré des rois Munjong / Danjong / Sejo                            |
| Film                                              | 1452 - 1455                                                | 1452 - 1455                                                | 1452 - 1455                                                | Gwansang                                                | 관상                                              | 觀相                                              | 2013                                              | —                                                 | Munjong / Danjong / Sejo                                             |
| Série                                             | —                                                          | —                                                          | —                                                          | The Princess' Man                                       | 공주의 남자                                       | 公主의 男子                                       | 2011                                              | KBS 2TV                                           | Munjong / Danjong / Sejo                                             |
| Série                                             | —                                                          | —                                                          | —                                                          | The King and Queen                                      | 왕과 비                                           | 王과 妃                                           | 1998 - 2000                                       | KBS 1TV                                           | Danjong / Sejo / Yejong / Seongjong / Yeonsangun                     |
| Série                                             | 1455 - 1456                                                | 1455 - 1456                                                | 1455 - 1456                                                | Six Martyred Ministers                                  | 사육신                                            |                                                   | 2007                                              |                                                   | Sejo                                                                 |
| Série                                             | —                                                          | —                                                          | —                                                          | The King and I                                          | 왕과 나                                           | 王과 나                                           | 2007 - 2008                                       |                                                   | Sejo / Yejong / Seongjong                                            |
| Série                                             |                                                            |                                                            |                                                            | Joseon Attorney                                         | 조선변호사                                        |                                                   | 2023                                              | MBC                                               | Seongjong                                                            |
| Film                                              | —                                                          | —                                                          | —                                                          | Eoudong                                                 | 어우동                                            | 於宇同                                            | 1985                                              | —                                                 | Seongjong                                                            |
| Série                                             | —                                                          | —                                                          | —                                                          | Rebel Thief Who Stole the People                        | 역적: 백성을 훔친 도적                            |                                                   | 2017                                              |                                                   | Seongjong / Yeonsangun                                               |
| Film                                              | 1476 - 1506                                                | 1476 - 1506                                                | 1476 - 1506                                                | Chronique du roi Yonsan                                 | 연산일기                                          | 燕山日記                                          | 1988                                              | —                                                 | Seongjong / Yeonsangun                                               |
| Film                                              | 1482 - 1506                                                | 1482 - 1506                                                | 1482 - 1506                                                | Prince Yeonsan                                          | 연산군                                            | 燕山君                                            | 1961                                              | —                                                 | Seongjong / Yeonsangun                                               |
| Film                                              | —                                                          | —                                                          | —                                                          | Le Roi et le Clown                                      | 왕의 남자                                         | 王의 男子                                         | 2005                                              | —                                                 | Yeonsangun                                                           |
| Film                                              | —                                                          | —                                                          | —                                                          | The Treacherous                                         | 간신                                              | 姦臣                                              | 2015                                              | —                                                 | Yeonsangun                                                           |
| Série                                             | —                                                          | —                                                          | —                                                          | Queen For Seven Days                                    | 7일의 왕비                                        | 7日의 王妃                                        | 2017                                              | KBS 2TV                                           | Yeonsangun / Jungjong                                                |
| Série                                             | 1494- 1550                                                 | 1494- 1550                                                 | 1494- 1550                                                 | Jewel in the Palace / Dae Jang Geum                     | 대장금                                            | 大長今                                            | 2003 - 2004                                       | MBC                                               | Yeonsangun / Jungjong                                                |
| Film                                              | Basée sur la vie de Hwang Jini                             | Basée sur la vie de Hwang Jini                             | Basée sur la vie de Hwang Jini                             | Hwang Jin Yi                                            | 황진이                                            |                                                   | 2007                                              | —                                                 | —                                                                    |
| Série                                             | Basée sur la vie de Hwang Jini                             | Basée sur la vie de Hwang Jini                             | Basée sur la vie de Hwang Jini                             | Hwang Jini                                              | 황진이                                            | 黃眞伊                                            | 2006                                              | KBS 2TV                                           | Jungjong                                                             |
| Film                                              | 1527                                                       | 1527                                                       | 1527                                                       | Monstrum                                                | 물괴                                              | 物怪                                              | 2018                                              | —                                                 | Jungjong                                                             |
| Série                                             | —                                                          | —                                                          | —                                                          | Saimdang, Memoir of Colors                              | 사임당, 빛의 일기                                 |                                                   | 2017                                              | SBS                                               | Jungjong                                                             |
| Série                                             | —                                                          | —                                                          | —                                                          | The Flower in Prison                                    | 옥중화                                            | 獄中花                                            | 2016                                              | MBC                                               | Jungjong / Myeongjong                                                |
| Série                                             | 1544 - 1545                                                | 1544 - 1545                                                | 1544 - 1545                                                | The Fugitive of Joseon                                  | 천명 : 조선판 도망자 이야기                       | 天命 : 朝鮮版 逃亡者 이야기                       | 2013                                              | KBS World / KBS 2TV                               | Injong                                                               |
| Série                                             | —                                                          | —                                                          | —                                                          | Mirror of the Witch / Secret Healer                     | 마녀보감                                          | 魔女寶鑑                                          | 2016                                              | JTBC                                              | Myeongjong / Seonjo                                                  |
| Série                                             | 1545 - 1598                                                | 1545 - 1598                                                | 1545 - 1598                                                | Immortal Admiral Yi Sun-sin                             | 불멸의 이순신                                     | 不滅의 李舜臣                                     | 2004 - 2005                                       | KBS 1TV                                           | Seonjo                                                               |
| Séries                                            | Quelque temps avant la Guerre d'Imjin                      | Quelque temps avant la Guerre d'Imjin                      | Quelque temps avant la Guerre d'Imjin                      | Gu Family Book                                          | 구가의 서                                         | 九家의 書                                         | 2013                                              | MBC                                               | —                                                                    |
| Film                                              | Fin du XVIe siècle                                         | Fin du XVIe siècle                                         | Fin du XVIe siècle                                         | Blades of Blood                                         | 구름 을 벗어난 달처럼                             |                                                   | 2010                                              | —                                                 | Seonjo                                                               |
| Série                                             | / 1592                                                     | / 1592                                                     | / 1592                                                     | Goddes on Fire                                          | 불의 여신 정이                                    |                                                   | 2013                                              | MBC                                               | Seonjo                                                               |
| Série                                             | 1592 - 1598                                                | 1592 - 1598                                                | 1592 - 1598                                                | The Jingbirok: A Memoir of Imjin War                    | 징비록: 임진왜란 피로 쓴 교훈                     |                                                   | 2015                                              | KBS 1TV                                           | Seonjo                                                               |
| Film                                              | Histoire tirée de fait réel                                | Bataille de Myong-Yang, le 26 octobre 1597                 | Bataille de Myong-Yang, le 26 octobre 1597                 | Roaring Currents                                        | 명량                                              | 鳴梁                                              | 2014                                              | —                                                 | —                                                                    |
| Film / Drama spécial                              | —                                                          | —                                                          | —                                                          | Kingdom: Ashin of the North                             | 킹덤: 아신전                                      |                                                   | 2021                                              | Netflix                                           | —                                                                    |
| Série                                             | 1601 - 1608                                                | 1601 - 1608                                                | 1601 - 1608                                                | Kingdom                                                 | 킹덤                                              |                                                   | 2019 -                                            | Netflix                                           | —                                                                    |
| Série                                             | —                                                          | —                                                          | —                                                          | Hur Jun, The Original Story                             | 구암 허준                                         |                                                   | 2013                                              | MBC                                               | Seonjo / Gwanghaegun                                                 |
| Série                                             | 1600 - 1615                                                | 1600 - 1615                                                | 1600 - 1615                                                | Hur Jun                                                 | 허준                                              |                                                   | 1999 - 2000                                       | MBC                                               | Seonjo / Gwanghaegun                                                 |
| Série                                             | - 1608                                                     | - 1608                                                     | - 1608                                                     | The King's Face                                         | 王이 된 男子                                      | 王의 얼굴                                         | 2014                                              | KBS 2TV                                           | Seonjo / Gwanghaegun                                                 |
| Série                                             | 1608 -                                                     | 1608 -                                                     | 1608 -                                                     | Splendid Politics                                       | 화정                                              | 華政                                              | 2015                                              | MBC                                               | Seonjo / Gwanghaegun / Injo                                          |
| Série                                             | 1608 - 1623                                                | 1608 - 1623                                                | 1608 - 1623                                                | West Palace                                             | 서궁                                              | 西宮                                              | 1995                                              | KBS 2TV                                           | Seonjo / Gwanghaegun / Injo                                          |
| Film                                              | —                                                          | —                                                          | —                                                          | Masquerade                                              | 광해: 왕이 된 남자                                | 光海: 王이 된 男子                                | 2012                                              | —                                                 | Gwanghaegun                                                          |
| Série                                             | 1608 - 1613                                                | 1608 - 1613                                                | 1608 - 1613                                                | The Crowned Clown                                       | 왕이 된 남자                                      | 王이 된 男子                                      | 2019                                              | TVN                                               | Gwanghaegun                                                          |
| Série                                             | —                                                          | —                                                          | —                                                          | Hong Gil-dong                                           | 쾌도 홍길동                                       | 快刀 洪吉童                                       | 2008                                              | KBS 2TV                                           | Gwanghaegun                                                          |
| Série                                             | 1619 - 1620                                                | 1619 - 1620                                                | 1619 - 1620                                                | Bossam: Steal the Fate                                  | 보쌈-운명을 훔치다                                | 보쌈-운명을 훔치다                                | 2021                                              | MBN                                               | Gwanghaegun                                                          |
| Film                                              | 1623 / Transition des Ming aux Qing                        | 1623 / Transition des Ming aux Qing                        | 1623 / Transition des Ming aux Qing                        | The Swordsman                                           | 검객                                              | 劍客                                              | 2020                                              | —                                                 | Gwanghaegun                                                          |
| Série                                             | 1614 (1623)                                                | 1614 (1623)                                                | 1614 (1623)                                                | The Tale of Nokdu                                       | 조선로코-녹두전                                   | 朝鮮로코-綠豆傳                                   | 2019                                              | KBS 2TV                                           | Gwanghaegun / Injo                                                   |
| Série                                             | —                                                          | —                                                          | —                                                          | Chuno / The Slave Hunters                               | 추노                                              | 推奴                                              | 2010                                              | KBS 2TV                                           | Injo                                                                 |
| Série                                             | 1633 / 1646                                                | 1633 / 1646                                                | 1633 / 1646                                                | Iljimae                                                 | 일지매                                            | 枝梅                                              | 2008                                              | SBS                                               | Injo                                                                 |
| Série                                             | —                                                          | —                                                          | —                                                          | The Return of Iljimae                                   | 돌아온 일지매                                     | 돌아온 一枝梅                                     | 2009                                              | MBC                                               | Injo                                                                 |
| Film                                              | 1636                                                       | 1636                                                       | 1636                                                       | The Fortress                                            | 남한산성                                          | 南漢山城                                          | 2017                                              | —                                                 | Injo                                                                 |
| Série                                             | 1636 (1780)                                                | 1636 (1780)                                                | 1636 (1780)                                                | The Three Musketeers                                    | 삼총사                                            |                                                   | 2014                                              | TVN                                               | Injo                                                                 |
| Série                                             | 1639 - 1649                                                | 1639 - 1649                                                | 1639 - 1649                                                | Cruel Palace – War of Flowers                           | 궁중잔혹사 – 꽃들의 전쟁                          | 宮中殘酷史 – 꽃들의 戰爭                          | 2013                                              | JTBC                                              | Injo                                                                 |
| Série                                             | 1640                                                       | 1640                                                       | 1640                                                       | Tamra the Island                                        | 탐나는도다                                        |                                                   | 2009                                              | MBC                                               | Injo                                                                 |
| Série                                             | 1648 (1623 - 1649 flashbacks)                              | 1648 (1623 - 1649 flashbacks)                              | 1648 (1623 - 1649 flashbacks)                              | Strongest Chil Woo                                      | 최강칠우                                          | 最強七迂                                          | 2008                                              | KBS 2TV                                           | Injo                                                                 |
| Film                                              | —                                                          | —                                                          | —                                                          | Seon-dal                                                | 봉이 김선달                                       |                                                   | 2016                                              | —                                                 | Hyojong                                                              |
| Série                                             | —                                                          | —                                                          | —                                                          | The King's Doctor                                       | 마의                                              | 馬醫                                              | 2012 - 2013                                       | MBC                                               | Hyeonjong                                                            |
| Série                                             | —                                                          | —                                                          | —                                                          | Jang Ok-jung, Living by Love                            | 장옥정, 사랑에 살다                               |                                                   | 2013                                              | SBS                                               | Hyeonjong / Sukjong                                                  |
| Série                                             | 1680 - 1701                                                | 1680 - 1701                                                | 1680 - 1701                                                | Jang Hee Bin                                            | 장희빈                                            |                                                   | 2002 - 2003                                       | KBS 2TV                                           | Sukjong                                                              |
| Film                                              | 1688 - 1701                                                | 1688 - 1701                                                | 1688 - 1701                                                | Femme Fatale, Jang Hee-bin                              | 요화 장희빈                                       | 妖花 張禧嬪                                       | 1968                                              | —                                                 | Sukjong                                                              |
| Série                                             | —                                                          | —                                                          | —                                                          | 500 Years of Joseon Dynasty: Queen Inhyeon              | 인현왕후                                          |                                                   | 1988                                              | MBC                                               | Sukjong                                                              |
| Série                                             | 1690 - 1718                                                | 1690 - 1718                                                | 1690 - 1718                                                | Dong Yi                                                 | 동이                                              | 同伊                                              | 2010                                              | MBC                                               | Sukjong                                                              |
| Série                                             | Fin XVIIe siècle                                           | Fin XVIIe siècle                                           | Fin XVIIe siècle                                           | Damo                                                    | 다모/조선 여형사 다모                             | 朝鮮 女刑事 茶母                                  | 2003                                              | MBC                                               | —                                                                    |
| Série                                             | —                                                          | —                                                          | —                                                          | The Royal Gambler                                       | 대박                                              | 大撲                                              | 2016                                              | SBS                                               | Sukjong / Gyeongjong / Yeongjo                                       |
| Série                                             | 1719 - 1725                                                | 1719 - 1725                                                | 1719 - 1725                                                | Haechi                                                  | 해치                                              | 獬豸                                              | 2019                                              | SBS                                               | Sukjong / Gyeongjong / Yeongjo                                       |
| Film                                              | 1724                                                       | 1724                                                       | 1724                                                       | The Accidental Gangster and the Mistaken Courtesan      | 1724 기방난동사건                                 |                                                   | 2008                                              | —                                                 | —                                                                    |
| Série                                             | —                                                          | —                                                          | —                                                          | Inspector Park Moon Soo                                 | 어사 박문수                                       |                                                   | 2002 - 2003                                       | MBC                                               | Yeongjo                                                              |
| Série                                             | 1762                                                       | 1762                                                       | 1762                                                       | Secret Door                                             | 비밀의 문                                         |                                                   | 2014                                              | SBS                                               | Yeongjo                                                              |
| Drama spécial                                     | 1755 - 1762                                                | 1755 - 1762                                                | 1755 - 1762                                                | Crimson Moon                                            | 붉은달                                            |                                                   | 2015                                              | KBS 2TV                                           | Yeongjo                                                              |
| Film                                              | 1762                                                       | 1762                                                       | 1762                                                       | Sado                                                    | 사도                                              | 思悼                                              | 2015                                              | —                                                 | Yeongjo                                                              |
| Série                                             | —                                                          | —                                                          | —                                                          | Warrior Baek Dong-soo                                   | 무사 백동수                                       |                                                   | 2011                                              | SBS                                               | Yeongjo / Jeongjo                                                    |
| Série                                             | 1760 - 1800                                                | 1760 - 1800                                                | 1760 - 1800                                                | Lee San, Wind of the Palace                             | 이산                                              | 李祘                                              | 2007 - 2008                                       | MBC                                               | Yeongjo / Jeongjo                                                    |
| Série                                             | —                                                          | —                                                          | —                                                          | The Red Sleeve Cuff                                     | 옷소매 붉은 끝동                                  |                                                   | 2021                                              | MBC                                               | Yeongjo / Jeongjo                                                    |
| Série                                             | 1766 - 1776 -                                              | 1766 - 1776 -                                              | 1766 - 1776 -                                              | Painter of the Wind                                     | 바람의 화원                                       | 바람의畫員                                        | 2008                                              | SBS                                               | Jeongjo                                                              |
| Série                                             | —                                                          | —                                                          | —                                                          | 500 Years of Joseon Dynasty: Pa Mun                     | 홍국영                                            |                                                   | 1989                                              | MBC                                               | Jeongjo                                                              |
| Film                                              | 1777                                                       | 1777                                                       | 1777                                                       | The Fatal Encounter                                     | 역린                                              | 逆鱗                                              | 2014                                              | —                                                 | Jeongjo                                                              |
| Série                                             | —                                                          | —                                                          | —                                                          | Hong Guk-yeong                                          | 홍국영                                            |                                                   | 2001                                              | MBC                                               | Jeongjo                                                              |
| Film                                              | 1782                                                       | 1782                                                       | 1782                                                       | Detective K: Secret of the Virtuous Widow               | 조선명탐정: 각시투구꽃의 비밀                     | 朝鮮名探正: 각시투구꽃의 祕密                     | 2011                                              | —                                                 | Jeongjo                                                              |
| Film                                              | —                                                          | —                                                          | —                                                          | Portrait of a Beauty                                    | 미인도                                            | 美人圖                                            | 2008                                              | —                                                 | Jeongjo                                                              |
| Série                                             | 1795 (1762 pour les flashbacks du Prince Sado)             | 1795 (1762 pour les flashbacks du Prince Sado)             | 1795 (1762 pour les flashbacks du Prince Sado)             | Eight Days, Assassination Attempts against King Jeongjo | 정조암살미스터리 8일                              | 正祖暗殺미스터리 8日                              | 2007                                              | CGV TV                                            | Jeongjo                                                              |
| Film                                              | 1795                                                       | 1795                                                       | 1795                                                       | Detective K: Secret of the Lost Island                  | 조선명탐정: 사라진 놉의 딸                        | 朝鮮名探正: 사라진 놉의 딸                        | 2015                                              | —                                                 | —                                                                    |
| Série                                             | —                                                          | —                                                          | —                                                          | Conspiracy in the Court                                 | 한성별곡                                          |                                                   | 2007                                              | KBS 2TV                                           | Jeongjo                                                              |
| Série                                             | Fin XVIIIe siècle                                          | Fin XVIIIe siècle                                          | Fin XVIIIe siècle                                          | Sungkyunkwan Scandal                                    | 성균관 스캔들                                     | 成均馆绯闻                                        | 2010                                              | KBS 2TV                                           | Jeongjo                                                              |
| Série                                             | Début XIXe siècle                                          | Début XIXe siècle                                          | Début XIXe siècle                                          | Rookie Historian Goo Hae-Ryung                          | 신입사관 구해령                                   |                                                   | 2019                                              | MBC                                               |                                                                      |
| Série                                             | —                                                          | —                                                          | —                                                          | Sangdo, Merchants of Joseon                             | 상도                                              | 商道                                              | 2001 - 2002                                       | MBC                                               | Sunjo                                                                |
| Série                                             | 1830                                                       | 1830                                                       | 1830                                                       | Love in the Moonlight                                   | 구르미 그린 달빛                                  |                                                   | 2016                                              | KBS 2TV                                           | Inspiré du roi Sunjo et du prince héritier Hyomyeong                 |
| Série                                             | Voyage temporelle                                          | 1851 (2020)                                                | 1851 (2020)                                                | Mr. Queen                                               | 철인왕후                                          | 哲仁王后                                          | 2020 - 2021                                       | TVN                                               | Cheoljong Reine Cheorin                                              |
| Film                                              | Basé sur la vie de Jang Seung-Ub alias Ohwon (1843 - 1897) | Basé sur la vie de Jang Seung-Ub alias Ohwon (1843 - 1897) | Basé sur la vie de Jang Seung-Ub alias Ohwon (1843 - 1897) | Ivre de femmes et de peinture                           | 취화선                                            | 醉畫仙                                            | 2002                                              | —                                                 | —                                                                    |
| Film                                              | 1862                                                       | 1862                                                       | 1862                                                       | Kundo Age of the Rampant                                | 군도: 민란의 시대                                 | 群盜: 민란의 時代                                 | 2014                                              | —                                                 | —                                                                    |
| Série                                             | 1862 - 1866                                                | 1862 - 1866                                                | 1862 - 1866                                                | Kingmaker: The Change of Destiny                        | 바람과 구름과 비                                  |                                                   | 2020                                              | TV Chosun                                         | Cheoljong / Gojong de Corée                                          |
| Série                                             | 1864 - 1895                                                | 1864 - 1895                                                | 1864 - 1895                                                | Empress Myeongseong                                     | 명성황후                                          | 明成皇后                                          | 2001 - 2002                                       | KBS 2TV                                           | Gojong de Corée Myeongseong de Corée                                 |
| Film                                              | —                                                          | —                                                          | —                                                          | The Sword with No Name                                  | 불꽃처럼 나비처럼                                 |                                                   | 2009                                              | —                                                 | Gojong de Corée                                                      |
| Série                                             | 1876 -                                                     | 1876 -                                                     | 1876 -                                                     | Gunman in Joseon                                        | 조선 총잡이                                       | 朝鮮 銃잡이                                       | 2014                                              | KBS 2TV                                           | Gojong de Corée                                                      |
| Série                                             | 1885                                                       | 1885                                                       | 1885                                                       | Jejungwon                                               | 제중원                                            | 濟眾院                                            | 2010                                              | SBS                                               | Gojong de Corée                                                      |
| Film                                              | 1887                                                       | 1887                                                       | 1887                                                       | School of Youth: The Corruption of Morals               | 청춘학당: 풍기문란 보쌈 야사                      |                                                   | 2014                                              | —                                                 | —                                                                    |
| Série                                             | 1894 - 1895                                                | 1894 - 1895                                                | 1894 - 1895                                                | Nokdu Flower                                            | 녹두꽃                                            |                                                   | 2019                                              | SBS                                               | —                                                                    |
| Film                                              | 1896                                                       | 1896                                                       | 1896                                                       | Gabi                                                    | 가비                                              |                                                   | 2012                                              | —                                                 | Gojong de Corée                                                      |
| Transition Joseon - Empire coréen                 |                                                            |                                                            |                                                            |                                                         |                                                   |                                                   |                                                   |                                                   |                                                                      |
| Empire coréen (1897 - 1910)                       |                                                            |                                                            |                                                            |                                                         |                                                   |                                                   |                                                   |                                                   |                                                                      |
| Série                                             | 1900 - 1905                                                | 1900 - 1905                                                | 1900 - 1905                                                | Mr. Sunshine                                            | 미스터 션샤인                                     |                                                   | 2018                                              | TVN                                               | Gojong de Corée                                                      |

Le genre sageuk se termine d'un point de vue strict quand on sort de la royauté, mais il peut y avoir un intérêt à visualiser les films et séries historiques se déroulant au XXe siècle.
| | Date de l'histoire approximative                                                                    | Date de l'histoire approximative                                                                    | Date de l'histoire approximative                                                                    | Nom                                                                                                 | Nom en Hangeul                                                                                      | Nom en Hanja                                                                                        | Année de diffusion                                                                                  | Chaîne de diffusion                                                                                 | Durant le règne / mandat de : (si présent)                                                          |
| Transition Empire coréen - Période de l'occupation japonaise                                                           | Transition Empire coréen - Période de l'occupation japonaise                                        | Transition Empire coréen - Période de l'occupation japonaise                                        | Transition Empire coréen - Période de l'occupation japonaise                                        | Transition Empire coréen - Période de l'occupation japonaise                                        | Transition Empire coréen - Période de l'occupation japonaise                                        | Transition Empire coréen - Période de l'occupation japonaise                                        | Transition Empire coréen - Période de l'occupation japonaise                                        | Transition Empire coréen - Période de l'occupation japonaise                                        | Transition Empire coréen - Période de l'occupation japonaise                                        |
| Gouvernement provisoire de la République de Corée (1919 - 1948) / Période de l'occupation japonaise                    | Gouvernement provisoire de la République de Corée (1919 - 1948) / Période de l'occupation japonaise | Gouvernement provisoire de la République de Corée (1919 - 1948) / Période de l'occupation japonaise | Gouvernement provisoire de la République de Corée (1919 - 1948) / Période de l'occupation japonaise | Gouvernement provisoire de la République de Corée (1919 - 1948) / Période de l'occupation japonaise | Gouvernement provisoire de la République de Corée (1919 - 1948) / Période de l'occupation japonaise | Gouvernement provisoire de la République de Corée (1919 - 1948) / Période de l'occupation japonaise | Gouvernement provisoire de la République de Corée (1919 - 1948) / Période de l'occupation japonaise | Gouvernement provisoire de la République de Corée (1919 - 1948) / Période de l'occupation japonaise | Gouvernement provisoire de la République de Corée (1919 - 1948) / Période de l'occupation japonaise |
| --- | --------------------------------------------------------------------------------------------------- | --------------------------------------------------------------------------------------------------- | --------------------------------------------------------------------------------------------------- | --------------------------------------------------------------------------------------------------- | --------------------------------------------------------------------------------------------------- | --------------------------------------------------------------------------------------------------- | --------------------------------------------------------------------------------------------------- | --------------------------------------------------------------------------------------------------- | --------------------------------------------------------------------------------------------------- |
| Série | 1910 - 1953                                                                                         | 1910 - 1953                                                                                         | 1910 - 1953                                                                                         | Eyes of Dawn                                                                                        | 여명의 눈동자                                                                                       | 黎明의 눈瞳子                                                                                       | 1991 - 1992                                                                                         | MBC                                                                                                 | Syngman Rhee                                                                                        |
| Série | Histoire tirée de fait réel                                                                         | 1921                                                                                                | 1921                                                                                                | Hymn of Death                                                                                       | 사의 찬미                                                                                           | | 2018                                                                                                | SBS                                                                                                 | |
| Film | Basé su la vie de Park Kyung-won                                                                    | Basé su la vie de Park Kyung-won                                                                    | Basé su la vie de Park Kyung-won                                                                    | Blue Swallow                                                                                        | 청연                                                                                                | 靑燕                                                                                                | 2005                                                                                                | —                                                                                                   | —                                                                                                   |
| Série | Période de l'occupation japonaise                                                                   | Période de l'occupation japonaise                                                                   | Période de l'occupation japonaise                                                                   | Different Dreams                                                                                    | 이몽                                                                                                | | 2019                                                                                                | MBC                                                                                                 | |
| Film | 1925 - 1962                                                                                         | 1925 - 1962                                                                                         | 1925 - 1962                                                                                         | The Last Princess                                                                                   | 덕혜옹주                                                                                            | 德惠翁主                                                                                            | 2016                                                                                                | —                                                                                                   | —                                                                                                   |
| Film | Histoire tirée de fait réel                                                                         | 1928 - 1948                                                                                         | 1928 - 1948                                                                                         | Far Away : Les Soldats de l'espoir                                                                  | 마이웨이                                                                                            | | 2011                                                                                                | —                                                                                                   | |
| Série | 1930                                                                                                | 1930                                                                                                | 1930                                                                                                | Bridal Mask                                                                                         | 각시탈                                                                                              | | 2012                                                                                                | KBS 2TV                                                                                             | —                                                                                                   |
| Série | Histoire à travers le temps                                                                         | 1945 - 2019                                                                                         | 1945 - 2019                                                                                         | Birthday Letter                                                                                     | 생일편지                                                                                            | | 2019                                                                                                | KBS 2TV                                                                                             | —                                                                                                   |
| Transition Gouvernement provisoire de la République de Corée / Période de l'occupation japonaise - République de Corée | | | | | | | | | |
| République de Corée (depuis 1948)                                                                                      | | | | | | | | | |
| Série | * Durant le soulèvement de Gwangju                                                                  | Histoire à travers le temps                                                                         | 1980 - 2021                                                                                         | Youth of May                                                                                        | 오월의 청춘                                                                                         | 五月의 靑春                                                                                         | 2021                                                                                                | KBS 2TV                                                                                             | |
| Série | Histoire tirée de fait réel                                                                         | 1981 - 1988                                                                                         | 1981 - 1988                                                                                         | 5th Republic                                                                                        | 제5공화국                                                                                           | 第5共和國                                                                                           | 2005                                                                                                | MBC                                                                                                 | |

- Pas de date précise, famille royale fictive (et non inspiré).
|                | Date de l'histoire | Nom                                     | Nom en hangeul                 | Nom en hanja             | Année de diffusion | Chaîne de diffusion |
| Goguryeo       | Goguryeo           | Goguryeo                                | Goguryeo                       | Goguryeo                 | Goguryeo           | Goguryeo            |
| -------------- | ------------------ | --------------------------------------- | ------------------------------ | ------------------------ | ------------------ | ------------------- |
| Série          | —                  | Bicheonmu                               | 비천무                         | 飞天舞                   | 2008               | SBS                 |
| Goryeo         |                    |                                         |                                |                          |                    |                     |
| Film           | XIIIe siècle       | A Frozen Flower                         | 쌍화점                         | 霜花店                   | 2008               | —                   |
| Période Joseon |                    |                                         |                                |                          |                    |                     |
| Film           | —                  | Shadows in the Palace                   | 궁녀                           | 宮女                     | 2007               | —                   |
| Série          | —                  | Secret Investigation Record             | 기찰비록 / 조선X파일: 기찰비록 | —                        | 2010               | TVN                 |
| Série          | —                  | Yaksha                                  | 야차                           |                          | 2010 - 2011        | OCN                 |
| Série          | —                  | The Duo                                 | 짝패                           |                          | 2011               | MBC                 |
| Série          | —                  | Arang and the Magistrate                | 아랑사또전                     | 阿娘使道傳               | 2012               | MBC                 |
| Série          | —                  | Diary of a Night Watchman               | 야경꾼 일지                    |                          | 2014               | MBC                 |
| Série          | —                  | The Scholar Who Walks the Night         | 밤을 걷는 선비                 |                          | 2015               | MBC                 |
| Série          | —                  | My Sassy Girl                           | 엽기적인 그녀                  |                          | 2017               | SBS                 |
| Série          | —                  | 100 Days My Prince                      | 백일의 낭군님                  | 百日의 郎君님            | 2018               | TVN                 |
| Série          | —                  | Arthdal Chronicles                      | 아스달 연대기 / 아스달         |                          | 2019 / 2023        | TVN                 |
| Série          | —                  | Flower Crew: Joseon Marriage Agency     | 꽃파당: 조선혼담공작소         | 꽃파堂: 朝鮮婚談工作所   | 2019               | JTBC                |
| Série          | —                  | Queen Love and War                      | 간택 - 여인들의 전쟁           | 揀擇 - 女人들의 戰爭     | 2019               | TV Chosun           |
| Série          | —                  | Royal Secret Agent                      | 암행어사: 조선비밀수사단       | 暗行御史: 朝鮮秘密搜查團 | 2020 - 2021        | KBS 2TV             |
| Série          | —                  | The King's Affection                    | 연모                           | —                        | 2021               | KBS / KBS 2TV       |
| Série          | —                  | When Flowers Bloom, I Think of the Moon | 꽃 피면 달 생각하고            | —                        | 2021 - 2022        | KBS 2TV             |
| Série          | —                  | Our Blooming Youth                      | 청춘월담                       | —                        | 2023               | TVN                 |
| Série          | XVe siècle         | The Moon That Embraces the Sun          | 해를 품은 달                   | —                        | 2012               | MBC                 |
| Série          | XVIIIe siècle      | The Emperor: Owner of the Mask          | 군주-가면의 주인               | —                        | 2017               | MBC                 |